# Ptychostomella helena
Ptychostomella helena är en djurart som tillhör fylumet bukhårsdjur, och som beskrevs av Roszczak 1936. Ptychostomella helena ingår i släktet Ptychostomella och familjen Thaumastodermatidae.
Artens utbredningsområde är Östersjön. Arten är reproducerande i Sverige. Inga underarter finns listade i Catalogue of Life.